# 艾達利亞 (科羅拉多州)
艾達利亞（英語：Idalia）是位於美國科羅拉多州尤馬縣的一個人口普查指定地區。

## 地理
艾達利亞的座標為39°42′15″N 102°17′35″W / 39.70417°N 102.29306°W，而該地最高點為海拔高度1208米（即3963英尺）。

## 人口
根據2010年美國人口普查的數據，艾達利亞的面積為5.00平方千米，當中陸地面積為5.00平方千米，而水域面積為5.00平方千米。當地共有人口88人，而人口密度為每平方千米17人。